# Oftalmoplegie
Oftalmoplegia (în engleză Ophtalmoparesis) sau paralizia oculomotorie (din greaca ophthalmos (ὀϕθαλµός) =ochi  + plege (πληγή) = lovitură) este paralizia unuia sau a mai multor mușchi motori ai globului ocular. Se descriu mai multe forme de oftalmoplegie.  
- Oftalmoplegia internă (paralizia oculomotorie intrinsecă) este paralizia sfincterului și mușchiului ciliar și este responsabilă de paralizia acomodației și pupilei, care rămâne în midriază. Ea este izolată sau asociată cu o atingere parțială sau completă a mușchilor oculomotori externi inervați de nervul oculomotor.
- Oftalmoplegia externă (paralizia oculomotorie extrinsecă) este paralizia mușchilor motori extraoculari inervați de nervul oculomotor (Nervus oculomotorius), nervul trohlear  (Nervus trochlearis) și nervul abducens  (Nervus abducens). Paralizia poate fi completă sau parțială dacă nu sunt afectați toți muschii inervați de nervul oculomotor. Paralizia completă se manifestă prin ptoză însoțită de imobilitatea globilor oculari.

1. 1 2  Monarch Disease Ontology release 2018-06-29[*] Verificați valoarea |titlelink= (ajutor);
2. ↑  Disease Ontology, accesat în 15 mai 2019